# Revival (álbum de Light the Torch)
Revival es el tercer álbum de estudio de la banda estadounidense de metalcore Light The Torch y el primero lanzado bajo ese nombre, anteriormente conocidos como Devil You Know.
El álbum vendió alrededor de 5,000 copias en los Estados Unidos en su primera semana de lanzamiento.
Musicalmente, el álbum destaca por contener más partes cantadas que gritadas, a diferencia de los álbumes anteriores.
Revival es el único álbum que cuenta con el baterista Mike Sciulara.

## Recepción
El álbum recibió críticas positivas.

## Lista de canciones
| N.º | Título                    | Duración |  |
| 1.  | «Die Alone»               | 3:52     |  |
| 2.  | «God I Deserve»           | 3:18     |  |
| 3.  | «Calm Before the Storm»   | 3:55     |  |
| 4.  | «Raise the Dead»          | 3:43     |  |
| 5.  | «The Safety of Disbelief» | 3:33     |  |
| 6.  | «Virus»                   | 3:37     |  |
| 7.  | «The Great Divide»        | 3:16     |  |
| 8.  | «The Bitter End»          | 3:22     |  |
| 9.  | «Lost in the Fire»        | 4:12     |  |
| 10. | «The Sound of Violence»   | 2:35     |  |
| 11. | «Pull My Heart Out»       | 3:35     |  |
| 12. | «Judas Convention»        | 4:16     |  |

## Créditos
Light the Torch
- Howard Jones – voz
- Francesco Artusato – guitarras, diseño
- Ryan Wombacher – bajo, segunda voz
- Mike Sciulara  – batería

## Listas
| Lista (2018)          | Posición alcanzada |
| --------------------- | ------------------ |
| US Billboard 200      | 169                |
| US Hard Rock Albums   | 10                 |
| US Independent Albums | 4                  |
| US Top Rock Albums    | 28                 |